# مايراتا بيدرو غوال
مايراتا بيدرو غوال (بالإسبانية: Pedro Mairata Gual)‏ (15 يناير 1979 بماناكور في إسبانيا - ) هو لاعب كرة قدم إسباني في مركز الدفاع. لعب مع أتليتيكو بالياريس وخيمناستيك طركونة ونادي ألميريا ونادي إيبار ونادي كونستانسيا ونادي لاس بالماس وCD Llosetense ‏ وAtlético Levante UD ‏ وUD Las Palmas Atlético ‏.

## روابط خارجية
- مايراتا بيدرو غوال على موقع قاعدة بيانات كرة القدم.إي يو (الإنجليزية)
- مايراتا بيدرو غوال على موقع Soccerway.com (الإنجليزية)